# Verge Blanca (catedral de Toledo)
La Verge Blanca és una escultura d'estil gòtic i d'origen francès. Fou realitzada al segle xiv i des d'aleshores és a l'interior del cor de la catedral de Toledo, dalt de l'«altar de prima», anomenat així per ser on s'oficiava la missa durant aquesta hora canònica, a la sortida del sol. Sobre el seu altar la imatge coneguda com «La Virgen Blanca», és una obra en alabastre blanc que presenta policromia daurada.

## Context
Aquest tipus d'imatgeria realitzada per a devoció als altars, va canviar més lentament que la de les portades de les catedrals, ja que van continuar presentant la imatge de la Mare de Déu asseguda, fins que ja entrats al segle xiv apareixen les imatges de Maria amb l'Infant dempeus. Prové aquest nou model principalment de l'escultura francesa. Consta que el 1349, un comerciant anomenat Martín de Pamplona, va portar de França una marededeu dempeus amb el Nen en braços, estava realitzada en marbre blanc i va ser regalada a l'església del seu poble natal Uharte, on va desaparèixer després dels segles, sense que hagi quedat constància fotogràfica. Entre les importacions d'aquesta època procedents també de França, es troben diverses imatges d'ivori, que en seguir la forma de l'ullal, totes restaven dempeus i amb una lleugera inclinació que donaven la corba al seu cos. Sembla quasi segur que de totes aquestes escultures es va realitzar l'assimilació de l'art espanyol, molt puixant en l'art gòtic de l'escultura i arquitectura a Catalunya però que també va tenir el seu ressò en molts exemples a Castella.

## Composició
És de mida menor que el natural, de 153  cm, i destaca per mostrar una tendra i alegre imatge de maternitat. La mare, de rostre oval, sosté el fill en el seu braç dret i el mira amb un somriure característic de les imatges d'aquest període del gòtic; presenta un lleuger contrapposto amb el pes del cos sobre una cama. Mentrestant, el nen acaricia amb la mà esquerra la barbeta de la seva mare i amb la dreta sosté un fruit rodó que supleix l'antic atribut del globus terraqüi de les imatges romàniques. Està daurada a la corona, els cabells i les franges dels vestits, els rostres es van deixar en color natural que el temps ha patinat en color més fosc que el blanc del material que estava fet. La seva conservació ha romàs perfecta sense repintades ni ruptures, segurament ha estat degut per la protecció que li ha suposat el costum de vestir les imatges doncs va estar amb elles fins entrat el segle xx. Sembla que aquesta imatge va ser donada a la catedral per Gonzalo Ruiz de Toledo, senyor d'Orgaz, alcalde de Toledo i notari major del regne de Castella.